# Especisme
L'especisme es refereix genèricament a la discriminació d'uns animals sobre altres en funció de l'espècie a la qual pertanyen. En concret, es refereix a la discriminació a favor de l'ésser humà respecte els altres animals. Això implica entendre que els individus d'una espècie són superiors als d'una altra en un context d'interessos similars. Algunes definicions de l'especisme inclouen que el tracte diferenciat ha de ser injustificat, mentre que altres no diferencien entre si és justificat o no.

## Concepte
El terme va encunyar-se en les protestes contra l'experimentació amb animals de 1970. Els filòsofs i defensors dels drets dels animals van declarar que l'especisme té un paper fonamental en la pràctica de la indústria intensiva, els escorxadors, els combats d'animals (com la tauromàquia i els rodeos), l'ús de la pell i el pèl dels animals, i l'experimentació amb els animals, com també el rebuig a ajudar el sofriment dels animals salvatges. Argumenten que l'especisme és una forma de discriminació, que constitueix una violació de la Regla d'Or perquè suposa un tracte cap a altres éssers vius diferent de com els agradaria que fossin tractats per motiu de l'espècie a la qual pertanyen.
Entre els principals defensors del concepte es troben Peter Singer, Óscar Horta, Steven M. Wise, Gary L. Farncione i Ingrid Newkirk. Entre els acadèmics, l'ètica, la moralitat i el concepte d'especisme ha estat objecte d'un debat filosòfic substancial.
El terme és molt usat per defensors dels drets dels animals, els quals argumenten que l'especisme a favor de les persones i en contra els altres animals és similar al racisme o el sexisme, en què el tractament de les persones es basa en la pertinença al grup i les diferències físiques moralment irrellevants. L'argument és que la pertinença a una espècie no té significació moral.
El terme és utilitzat per a abastar dues idees: l'«especisme humà», que exclou tots els animals no humans de la protecció oferida pels humans, i la idea més general d'assignar valor a ser una espècie, segons la qual els humans han de ser més favorables als drets dels ximpanzés per sobre dels dels gossos per les similituds dels humans i els ximpanzés, exemple que seria una mostra d'«especisme humà-ximpanzé».
Els arguments són qüestionats per diversos motius, incloent-hi la posició d'algunes religions que diuen que els éssers humans van ser creats com a superiors a la resta d'animals, i van ser per tant legitimats amb el «domini» sobre aquells, ja sigui com a propietaris o administradors. També s'argumenta que les diferències físiques entre els éssers humans i altres espècies són de fet moralment rellevants, i negar-ho és participar en l'antropomorfisme. Aquests autors, explícitament, poden abraçar i acceptar l'acusació d'especisme, argumentant que reconeix la importància de tots els éssers humans, i que la lleialtat de les espècies està justificada.

## Orígens

### Origen del concepte
El concepte d'especisme és molt antic, segons ha escrit Paul Waldau; l'interès per la superioritat sobre els animals ha estat tradicionalment argumentada amb el fet que han de servir als humans; Aristòtil feu aquesta consideració ja al segle iv aC, tal com faria Ciceró en el segle I dC.
El terme especisme es va encunyar el 1970 en un pamflet escrit pel psicòleg britànic Richard D. Ryder i distribuït a la Univseritat d'Oxford en el qual s'oposava a l'experimentació animal. El document començava amb una referència a l'argument darwinista que sosté que biològicament no hi ha una diferència essencial entre els humans i els altres animals. Ryder seguia explicant que no és justificable una distinció moral entre aquests, ja que tots els organismes estan en un sol continu físic, i per tant, nosaltres també estem en el mateix continu moral. Ryder concloïa que l'intent de justificar l'explotació animal com suceeix en l'experimentació amb animals és especisme i es tracta d'un argument egoista en comptes d'un argument raonat.
Ryder escrigué tres cartes al The Daily Telegraph, de l'abril al maig de 1969, amb crítiques sobre l'experimentació en animals, sobre els fets que havia presenciat en els laboratoris, i posteriorment es va unir a un grup d'intel·lectuals i escriptors a Oxford; la naixent comunitat pels drets dels animals, actualment coneguda com a Oxford Group. Una de les activitats del grup era escriure i distribuir pamflets sobre diverses àrees d'interès, com el pamflet sobre especisme.

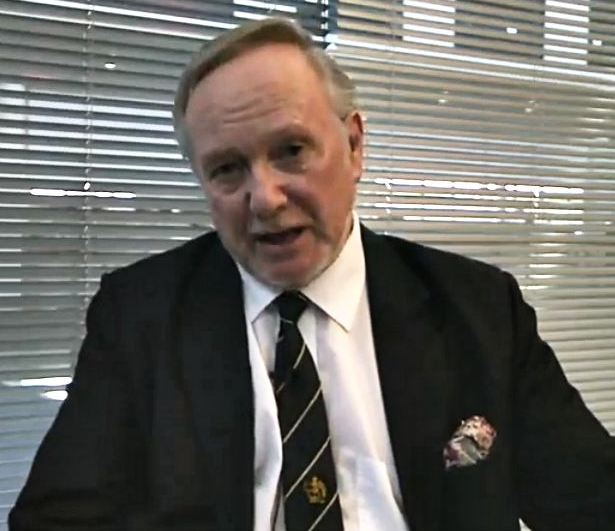
Richard D. Ryder encunyà el terme especisme al 1970

Ryder va utilitzar el terme en l'assaig «Experiments on Animals» publicat a Animals, Men and Morals (1971), una col·lecció d'assajos sobre els drets dels animals editat per tres membres de l'Oxford Group, estudiants graduats en filosofia com Stanley i Roslind Godlovitch, a més de John Harris. Escrigué que:
En la mesura que tant la raça com l'espècie són termes vagues usats en la classificació dels éssers vius d'acord, en gran part, amb l'aparença física, i l'analogia que es pot fer entre aquests. La discriminació per motius de raça, encara que més universalment tolerada fa dos segles, és ara àmpliament condemnada. De la mateixa manera, pot succeir que les ments il·luminades poden avorrir un dia l'«especisme», tal com ara ells detesten el "racisme". La manca de lògica en ambdues formes de prejudici és d'un tipus idèntic. Si s'accepta com a moralment dolent infligir deliberadament sofriments a criatures humanes innocents, llavors és lògic considerar també com a mal infligir patiment a persones innocents d'altres espècies. ...Ha arribat el moment d'actuar sobre aquesta lògica (de l'especisme també).

### Difusió de la idea
La idea fou popularitzada pel filòsof australià Peter Singer –que conegué Ryder en la seva època d'estudiant postgraduat en filosofia a Oxford– en la seva obra Animal Liberation (1975). Singer argumentà des de la perspectiva de l'utilitarisme preferent, escrivint que l'especisme violava el principi d'igual consideració d'interessos, la idea basada en el principi de Jeremy Bentham que: "s'ha de contar per un mateix, i no per més que un mateix." Singer argumentà que, tot i que podien haver-hi diferències entre animals i humans, ells compartien l'expressió del sofriment, i havíem de dotar-los d'igual consideració a tal sofriment; qualsevol posició que permetés el tracte diferencial fallaria en ser qualificat com a acceptable per la teoria moral.

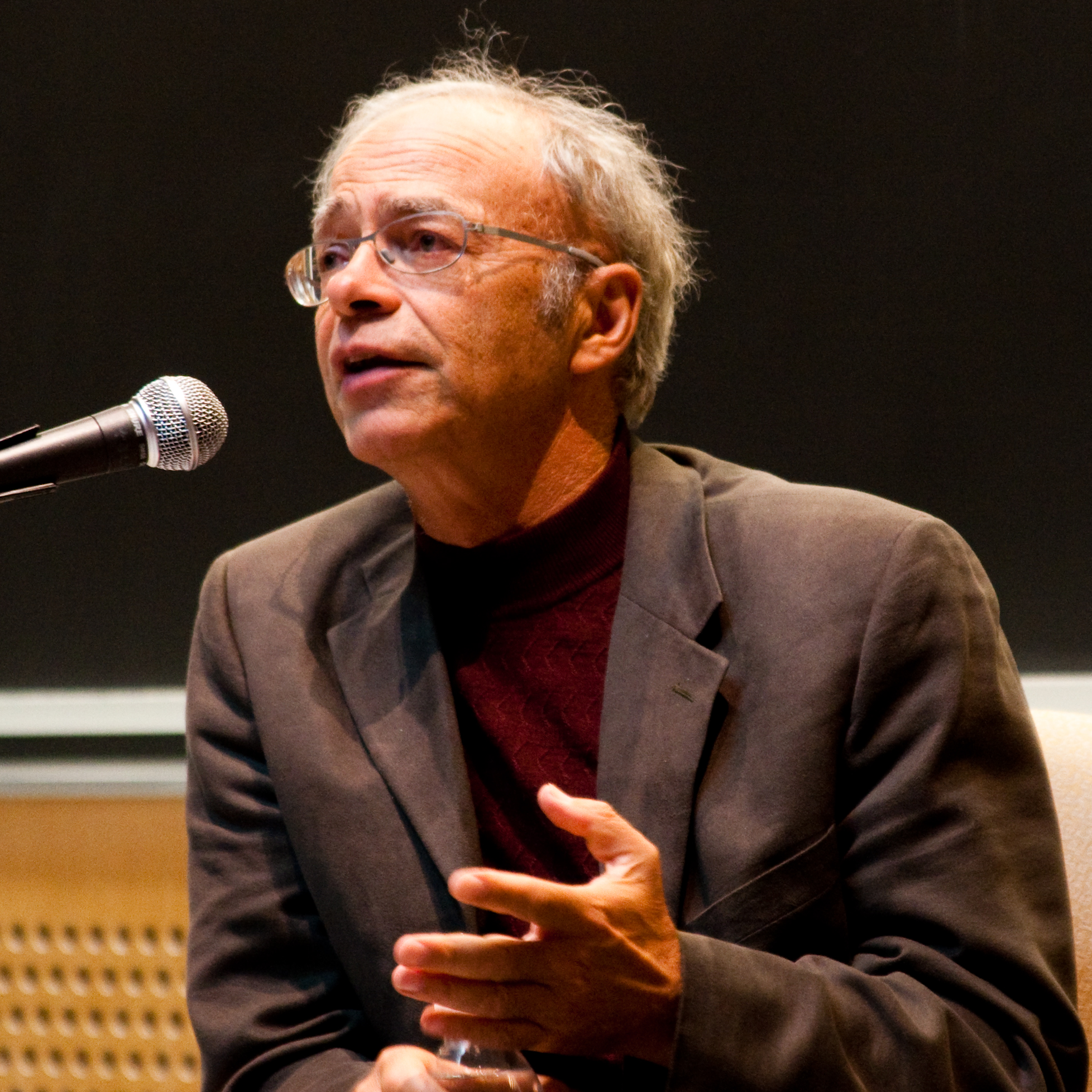
Peter Singer popularitzà la idea en l'obra Animal Liberation (1975)

Singer acredità Ryder d'haver encunyat el terme, i l'usà en el títol del seu cinquè llibre: Man's Dominion... a short history of speciesism ('El domini humà... una breu història de l'especisme"', definint-lo com "un prejudici o actitud de parcialitat a favor dels interessos dels membres d'una mateixa espècie i contra els membres d'altres espècies": 
Els racistes violen el principi d'igualtat donant més pes als interessos dels membres de la seva pròpia ètnia quan hi ha un conflicte entre els seus propis interessos i els interessos d'una altra ètnia. Els sexistes violen el principi d'igualtat afavorint els interessos del seu propi sexe. De manera similar, els especistes accepten els interessos de les seves pròpies espècies per sobre dels grans interessos dels membres d'altres espècies. El patró és similar en cada cas.
El terme prengué força; Singer va escriure que era una paraula estranya, però que ell no podia pensar en una de millor. Es va convertir en una entrada al Diccionari Anglès d'Oxford el 1985, en què es defineix com "la discriminació o explotació d'espècies animals pels éssers humans, amb base en la suposició de la superioritat de la humanitat". El 1994, el Diccionari Oxford de Filosofia n'oferia una definició més àmplia: "Per analogia amb el racisme i el sexisme, la postura inadequada de rebutjar el respecte a la vida, la dignitat, o les necessitats dels animals que no sigui de l'espècie humana."

## Arguments

### L'antiespecisme

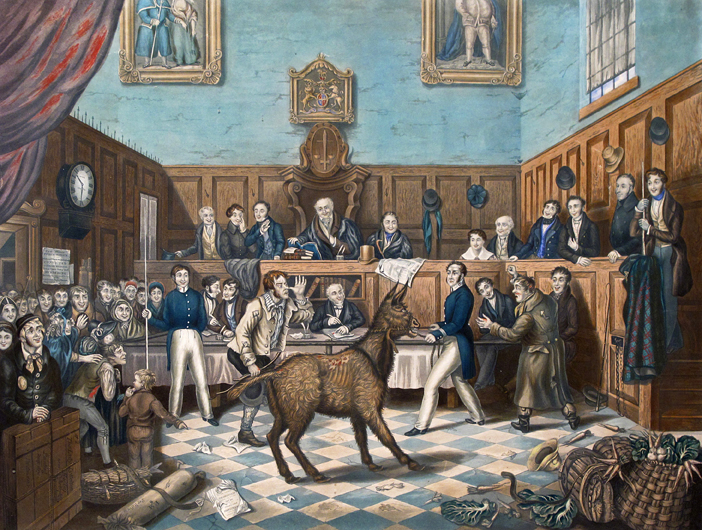
El judici de Bill Burns (1838), Londres, va ser el primer cas en què es va condemnar un home per haver pegat a un animal

Els arguments en contra de l'especisme (coneguts com a antiespecisme) estan basats en el fet que els membres d'una espècie tenen valor moral.
L'il·lustre americà Steven M. Wise argumenta que l'especisme és un prejudici tan arbitrari com qualsevol altre, fet que ha estat acceptat fins per persones crítiques amb els drets dels animals. Steven cita el filòsfof R. G. Frey, un dels principals crítics dels drets dels animals, que va escriure el 1983 que, si hagués de decidir entre abandonar els experiments amb animals o abandonar els fets amb "casos marginals" d'humans, escolliria abandonar aquests últims. "No perquè sigui un monstre, sinó perquè no puc pensar en res prou convincent per cedir la qualitat de vida dels humans enfront de la dels animals".
El filòsof Tom Regan argumenta que els animals tenen valors morals pel simple fet d'existir. El seu posicionament és que no podem assignar un valor menor als animals per la seva falta de raciocini i, al mateix temps, assignar un valor major a humans amb falta de raciocini (com ara infants o discapacitats mentals) únicament pel fet de ser humans. El professor de dret Gary Francione sosté que si tractéssim els humans de la mateixa manera que tractem els animals ho consideraríem tortura.

### L'argument dels casos marginals
Un argument utilitzat per a demostrar que l'especisme és una discriminació arbitrària són els casos marginals en humans. L'argument explica que si casos marginals (com infants, demència senil, estats de coma o discapacitats mentals) tenen un cert estatus moral, en casos no humans com els animals també hauria de ser així. No hi ha cap habilitat moral rellevant que distingeixi els casos marginals dels humans dels no humans. L'estatus moral hauria d'incloure el dret de no ser maltractat ni matat, i el dret de ser tractat de manera respectuosa.

### Mentalitat discontínua

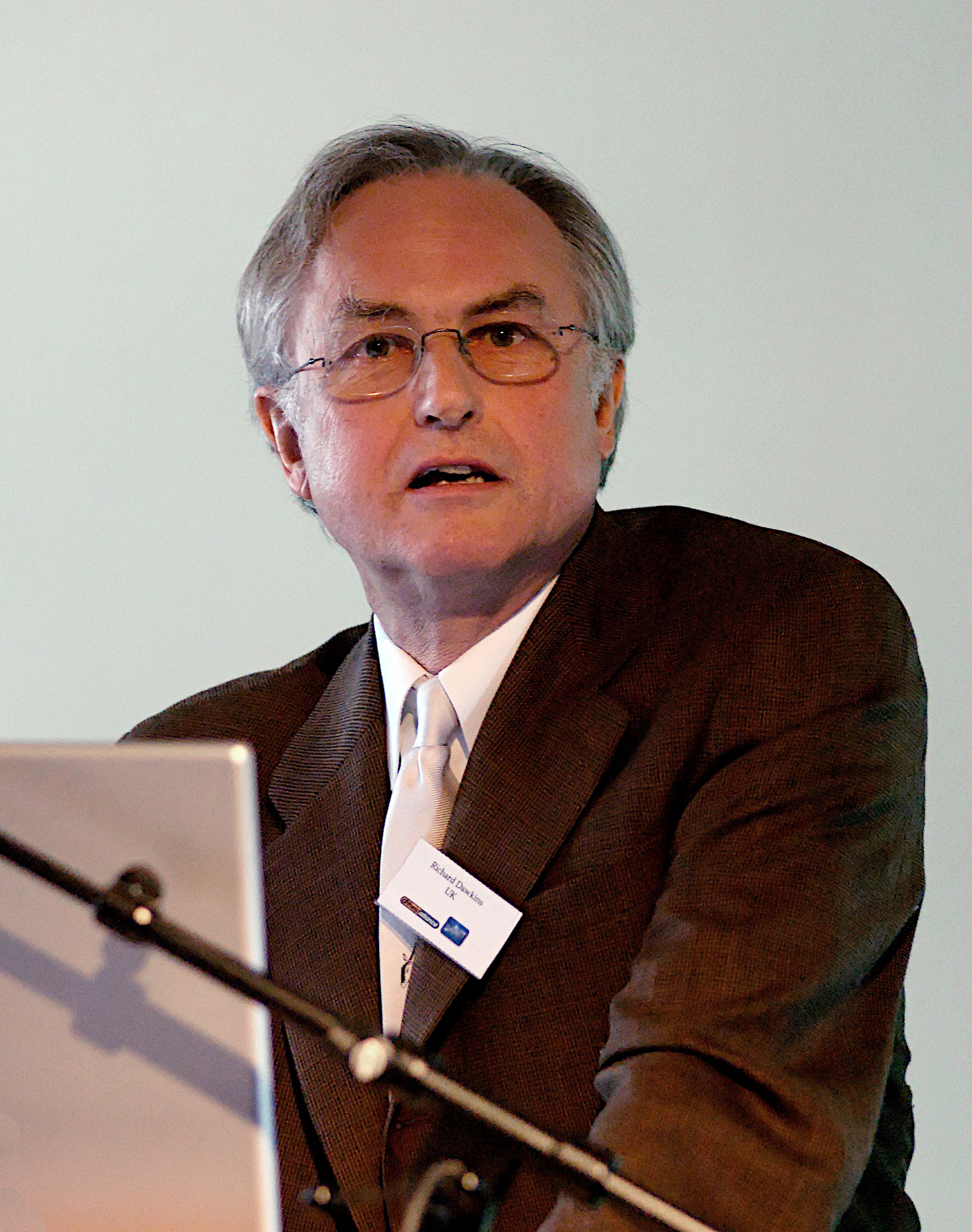
Richard Dawkins considera l'especisme un exemple de mentalitat discontinua."

El biòleg Richard Dawkins escriu en contra de l'especisme en The Blind Watchmaker (1986), en The Great Ape Project (1993) i en The God Delusion (2006), en què posa de manifest la connexió que aquest té amb el neodarwinisme. Compara les antigues actituds racistes amb les actituds especistes, i diu que aquests són els seus homòlegs actuals. Dawkins explica que aquesta mentalitat discontínua és arreu i que no és més que un reflex de la divisió que fem amb el llenguatge. És en el cas "animal" on queda més evident la divisió amb el llenguatge en diferents (discontínues) espècies.

## Conseqüències de l'especisme
La conseqüència d'aquest tipus de presumpta discriminació, segons els seus teòrics, és la consideració dels animals no humans com meres propietats humanes, que en poden disposar al seu antull, des de mantenint-los tancats en una gàbia fins a torturant-los per satisfer la seva curiositat, o privant-los de la seva vida per satisfer el seu paladar, per vestir-se amb les seves pells o per diversió. Això ve fent-se legalment des d'almenys l'Imperi romà, que en el seu dret considerava els animals com a propietats amb capacitat de moure's, encara que és una cosa que venia realitzant-se des de molt abans, probablement des del desenvolupament de la capacitat moral.
L'especisme també produiria, suposadament, un gran impacte ecològic indirecte, a causa de l'alteració dels ecosistemes de les espècies discriminades com a mitjà per a augmentar la producció d'aquestes, o en la gran quantitat de contaminants que produeix la massificació d'animals.

## En els mitjans
En ciència-ficció i obres de fantasia, l'especisme pren un rol similar al racisme, discriminant altres éssers intel·ligents basant-se en la superioritat.
És una variació de la consideració de l'antropocentrisme, l'existència humana superior, o l'existència humana versus éssers no humans. Això pot situar-se en indrets terrestres, extraterrestres, extragalàctics, o extradimensionals.

### Pel·lícules sobre especisme
- The Animals Film (1981)
- Alien Nation (1988)
- A Cow at My Table (1998)
- Meet Your Meat (2002)
- Earthlings (2005)
- Behind the Mask (2006)
- Districte 9 (2009)
- Peaceable Kingdom: The Journey Home (2009)
- The Cove (2009)
- The Superior Human? (2012)[32]
- Speciesism: The Movie (2012)

## Literatura científica
- Barlian, Y. Michael (2004). "Speciesism as a precondition to justice", Politics and the Life Sciences. Mar;23(1):22-33.
- Bekoff, Marc (2 April 2012). "The Superior Human? Who Do We Think We Are?", Psychology Today.
- Best, Steven (2 April 2012). "Now Online! Debut of New Anti-Speciesist Film, The Superior Human?".
- Blackburn, Simon (1994). "Speciesism," Oxford Dictionary of Philosophy. Oxford University Press.
- Cohen, Carl. (1986). "The case for the use of animals in biomedical research," The New England Journal of Medicine, Vol. 315, No. 14.
- Cohen, Carl and Regan, Tom (2001). The Animal Rights Debate. Rowman & Littlefield Publishers.
- Diamond, Cora (2004). "Eating Meat and Eating People," in Cass Sunstein and Martha Nussbaum. Animal Rights: Current Debates and New Directions. Oxford University Press.
- Dawkins, Richard (1993). "Gaps in the mind", in Paola Cavalieri and Peter Singer (eds.). The Great Ape Project. St. Martin's Griffin, 1993, pp. 81-87.
- Dawkins, Richard (1996) [1986]. The Blind Watchmaker. W. W. Norton & Company, Inc.
- Dawkins, Richard (7 December 2007). "Richard Dawkins - Science and the New Atheism" Arxivat 2017-11-28 a Wayback Machine., interview.
- Fernández-Armesto, Felipe. Ideas that changed the world.
- Frey, R. G. (1983). Rights, Killing and Suffering. Blackwell.
- Graft, D. (1997). "Against strong speciesism," Journal of Applied Philosophy, Vol.14, No. 2.
- Gray, J. A. (1990). "In defense of speciesism," Behavioral and Brain Sciences, Vol. 13 No. 1.
- Holden, Andrew (2003). "In Need of New Environmental Ethics for Tourism?" Annals of Tourism Research, Vol. 30, No. 1, pp. 94–108.
- Karcher, Karin (2009) [1998]. "Great Ape Project," in Marc Bekoff. Encyclopedia of Animal Rights and Animal Welfare. Greenwood.
- Lafollette, Hugh and Shanks, Niall. "The Origin of Speciesism", Philosophy, Vol. 71, No. 275 (Jan., 1996), pp. 41-61; courtesy link.
- Lee, Richard B. and Daly, Richard Heywood. The Cambridge Encyclopedia of Hunters and Gatherers.
- Noddings, Nel (Winter 1991). "Comment on Donovan's'Animal Rights and Feminist Theory'", Signs, Vol. 16, No. 2, pp. 418-422.
- Peikoff, Leonard (1991). Objectivism: The Philosophy of Ayn Rand.
- Perry, Constance K. (June 2001). "A Compassionate Autonomy Alternative to Speciesism," Theoretical Medicine and Bioethics, Volume 22, Number 3.
- Ryder, Richard D. (1971). "Experiments on Animals," in Stanley and Roslind Godlovitch and John Harris. Animals, Men and Morals. Victor Gollanz, pp. 41–82.
- Ryder, Richard D. (2000) [1989]. Animal Revolution. Berg.
- Ryder, Richard D. (2009) [1998]. "Speciesism," in Marc Bekoff. Encyclopedia of Animal Rights and Animal Welfare. Greenwood.
- Ryder, Richard D. (2010). "Speciesism Again: The Original Leaflet" Arxivat 2012-11-14 a Wayback Machine., Critical Society, Spring, Issue 2.
- Scully, Matthew (2003). Dominion: The Power of Man, the Suffering of Animals, and the Call to Mercy. St. Martin's Griffin.
- Singer, Peter (1990) [1975]. Animal Liberation. New York Review/Random House.
- Starr, Sandy. "What Makes Us Exceptional? Arxivat 2011-05-21 a Wayback Machine.", Spiked Science.
- Staudenmaier, Peter (March 2003). "Ambiguities of Animal Rights", Communalism: International Journal for a Rational Society', Issue 5.
- Sztybel, David (2006). Can the Treatment of Animals Be Compared to the Holocaust? Ethics & the Environment - Volume 11, Number 1, Spring, pp. 97-132.
- Tuohey, John (1992). "Fifteen years after Animal Liberation: Has the animal rights movement achieved philosophical legitimacy?", Journal of Medical Humanities, Volume 13, Number 2, June.
- Vardy, P. and Grosch, P. (1999). The Puzzle of Ethics. Harper Collins.
- Waldau, Paul (2001). The Specter of Speciesism: Buddhist and Christian Views of Animals. Oxford University Press, pp. 5, 23–29.
- Waldau, Paul (2003). The Specter of Speciesism: Buddhist and Christian Views of AnimalsI. Oxford Scholarship Online. DOI:10.1093/0195145712.003.0003
- Waldau, Paul (2009) [1998]. "Speciesism: Historical Views," in Marc Bekoff. Encyclopedia of Animal Rights and Animal Welfare. Greenwood.
- Wise, Steven M. (2004). "Animal Rights, One Step at a Time," in Cass Sunstein and Martha Nussbaum. Animal Rights: Current Debates and New Directions. Oxford University Press.